# Ana Morente
Ana Isabel Morente Gómez (Barcelona, 20 de agosto de 1969) es una periodista española conocida como Ana Morente. Es directora y redactora de programas de Radio Televisión Española y de Radio Nacional de España.

## Biografía

### Formación
Estudió Ciencias de la Información en la Universidad Complutense de Madrid obteniendo la licenciatura en 1995. Amplió sus estudios cursando Taller de posgrado de guion de cine en la EICTV, Escuela de Cine y Televisión de San Antonio de los Baños (Cuba) en 1998.

### Trayectoria profesional

#### Televisión
Comenzó su actividad periodística en Canal + como redactora en programas especiales denominados Lo más plus 1996-98 y Redactora en Magazine 1998-2002.
Posteriormente se incorporó a RTVE, donde ha trabajado en diversos programas como Versión española y Miradas 2 entre otros.

#### Radio
Redacción y locución en diferentes programas de Radio3. RNE
Realiza su labor en las ondas en la Casa de la radio de Prado del Rey.  donde ejerce como directora y locutora del programa radiofónico "La radio tiene ojos" en Radio Nacional de España desde 2015. Especializado en el mundo del arte,  entrevistando semanalmente a numerosos artistas desde el año 2004 como el realizado en el año 2006 al fotógrafo Chema Madoz con el título "Hoy empieza todo"
Directora del programa de archivo sonoro especializado en Arte "Punto de fuga". Seis capítulos de una hora de duración sobre la Historia de la pintura contemporánea española.

#### Documentales
Redactora "Versión española". La 2 de TVE 
Redactora "Miradas 2". La 2 de TVE
Directora y guionista de la serie Imprescindibles de La 2 de TVE del documental del fotógrafo  "Chema Madoz: Regar lo escondido" (2010)
El pintor "Juan Genovés: 100 x120 Encendido". ( 2015)
En 2001 escribió y dirigió el cortometraje en 35mm "El sofá". En 2005, el documental "Vivir en la inopia"

#### Entrevistas
Entrevistadora en el programa  ""Archivo de creadores" de la arquitecta y diseñadora Patricia Urquiola y de la cantaora de flamenco Carmen Linares. Editados por La Fábrica / Fundación La Caixa 2021 y 2022